# Lista de prefeitos de Assis Brasil
Esta é a lista de prefeitos do município de Assis Brasil, estado brasileiro do Acre.
| Nº | Nome                                                               | Imagem                | Partido                                          | Início do mandato      | Fim do mandato                          | Observações                           |
| 1  | Vicente Bessa                                                      |                       | Aliança Renovadora Nacional ARENA                | 14 de maio de 1976     | 14 de março de 1983                     | Prefeito nomeado                      |
| 2  | Francisco Paulo de Mesquita                                        |                       | Partido Democrático Social PDS                   | 15 de março de 1983    | 31 de dezembro de 1985                  | Prefeito nomeado                      |
| 3  | José Vieira da Costa                                               |                       | Partido do Movimento Democrático Brasileiro PMDB | 1º de janeiro de 1986  | 31 de dezembro de 1988                  | Prefeito eleito em sufrágio universal |
| 4  | Antônio Barbosa de Souza, Zum                                      |                       | Partido da Frente Liberal PFL                    | 1º de janeiro de 1989  | 31 de dezembro de 1992                  | Prefeito eleito em sufrágio universal |
| 5  | Humberto Conegundes de Mesquita                                    |                       | Partido da Frente Liberal PFL                    | 1º de janeiro de 1993  | 31 de dezembro de 1996                  | Prefeito eleito em sufrágio universal |
| 6  | José Monteiro da Silva                                             |                       | Partido Progressista Brasileiro PPB              | 1º de janeiro de 1997  | 31 de dezembro de 2000                  | Prefeito eleito em sufrágio universal |
| 7  | Manoel Batista de Araújo                                           |                       | Partido dos Trabalhadores PT                     | 1º de janeiro de 2001  | 31 de dezembro de 2004                  | Prefeito eleito em sufrágio universal |
| 7  | Manoel Batista de Araújo                                           | 1º de janeiro de 2005 | Partido dos Trabalhadores PT                     | 31 de dezembro de 2008 | Prefeito reeleito em sufrágio universal |                                       |
| 8  | Maria Eliane Gadelha Carius                                        |                       | Partido dos Trabalhadores PT                     | 1º de janeiro de 2009  | 31 de dezembro de 2012                  | Prefeita eleita em sufrágio universal |
| 9  | Humberto Gonçalves Filho, Dr. Betinho                              |                       | Partido da Social Democracia Brasileira PSDB     | 1º de janeiro de 2013  | 31 de dezembro de 2016                  | Prefeito eleito em sufrágio universal |
| 10 | Antônio Barbosa de Souza, Zum (Rio Branco, 28.08.1956–)            |                       | Partido da Social Democracia Brasileira PSDB     | 1º de janeiro de 2017  | 31 de dezembro de 2020                  | Prefeito eleito em sufrágio universal |
| 11 | Jerry Correia Marinho, Professor Jerry (Assis Brasil, 03.12.1983–) |                       | Partido dos Trabalhadores PT                     | 1° de janeiro de 2021  | 31 de dezembro de 2024                  | Prefeito eleito em sufrágio universal |
| 11 | Jerry Correia Marinho, Professor Jerry (Assis Brasil, 03.12.1983–) | Progressistas PP      | 1° de janeiro de 2025                            | Atualidade             | Prefeito reeleito em sufrágio universal |                                       |